# Communauté de communes Bastide et Châteaux en Guyenne
Die Communauté de communes Bastide et Châteaux en Guyenne ist ein ehemaliger französischer Gemeindeverband (Communauté de communes) im Département Lot-et-Garonne und der Region Aquitanien. Sie fusionierte im Jahr 2013 zur Communauté de communes des Bastides en Haut Agenais Périgord.

## Mitglieder
| - Beaugas - Cancon - Castelnaud-de-Gratecambe - Gavaudun - Lacapelle-Biron | - Lacaussade - Laussou - Monbahus - Monflanquin - Monségur | - Montagnac-sur-Lède - Monviel - Moulinet - Pailloles - Paulhiac | - Saint-Aubin - Saint-Maurice-de-Lestapel - Salles - La Sauvetat-sur-Lède - Savignac-sur-Leyze |  |

## Quelle
- Le SPLAF - (Website zur Bevölkerung und Verwaltungsgrenzen in Frankreich (frz.))